# Henriette Dor
Henriette Dor (ou d'Or, née Marie-Henriette Deshayes à Savigny-sur-Braye le 16 octobre 1842 et morte à Neuilly-sur-Seine le 22 février 1886) est une ballerine française.

## Biographie
Henriette Deshayes est la fille de François Deshayes et d'Henriette Labbé, cultivateurs à Savigny-sur-Braye. Elle est élevée par le danseur Joseph-Louis Dor et sa femme Joséphine Danse. Après la mort Joseph-Louis Dor en 1870, sa veuve adoptera formellement Henriette Deshayes.

## Carrière
Le danseur Joseph-Louis Dor lui apprend le métier dès son jeune âge. Elle fait ses débuts de soliste à l'Opéra de Paris avec Louis Mérante dans L'Oiseleur chorégraphié par Lucien Petipa (1867), puis elle est invitée par son frère Marius Petipa à Saint-Pétersbourg. Elle y crée le rôle principal de Nyssia dans Le Roi Candaule de Marius Petipa et fait ses débuts sur la scène de la capitale impériale où elle demeure jusqu'en 1870.
Henriette Dor avait dansé au Théâtre de la Monnaie de Bruxelles en 1861-62.
Elle meurt à Neuilly-sur-Seine en 1886.